# 소피 샤를로치
소피 샤를로치(Sophie Charlotte, 1989년 4월 29일 ~ )는 브라질의 배우이다.